# Каменка, Ойген
Ойген Каменка (нем. Eugene Kamenka, 4 марта 1928, Кёльн — 19 января 1994, Канберра) — австралийский философ-марксист русско-еврейского происхождения, ведущий австралийский специалист по революционным и социальным движениям, профессор Австралийского национального университета и Национального университета Сингапура. Его докторская диссертация — «Этические основы марксизма» — вышла в свет в 1962 году.

## Биография
Каменка родился в Кёльне в 1928 году и после прихода к власти в Германии нацистов вместе с родителями эмигрировал в Австралию в 1937 году.
Он получил образование в Сиднейской высшей технической школе , а после перерыва в учёбе уехал в Иерусалим, где женился на своей первой жене Мириам Мизрахи. Позже он вернулся в Сиднейский университет, где получил учёную степень.
Умер в Канберре в 1994 году.

## Книги
- Marxism and Ethics (1969)
- A World in Revolution? (1970)
- The Philosophy of Ludwig Feuerbach (1970)
- Bureaucracy: the career of a concept / eds. Eugene Kamenka, Martin Krygier. — E. Arnold, 1979. — 165 p. — (Ideas and ideologies). — ISBN 9780713161731. — ISBN 0713161736.
- The Portable Karl Marx (1983)
- Nationalism: The Nature and Evolution of an Idea
- Bureaucracy (1989)